# Neocteniza myriamae
Espèce
Neocteniza myriamae est une espèce d'araignées mygalomorphes de la famille des Idiopidae.

## Distribution
Cette espèce est endémique du Mato Grosso au Brésil. Elle a été découverte à Cláudia

## Description
Le mâle holotype mesure 16,60 mm.

## Étymologie
Cette espèce est nommée en l'honneur de Myriam Elizabeth Velloso Calleffo de l'institut Butantan qui a collecté l'holotype.

## Publication originale
- Bertani, Fukushima & Nagahama, 2006 : A new species of Neocteniza Pocock 1895 (Araneae, Idiopidae) from Brazil. Zootaxa, no 1202, p. 33-37.